# Super Puma Display Team

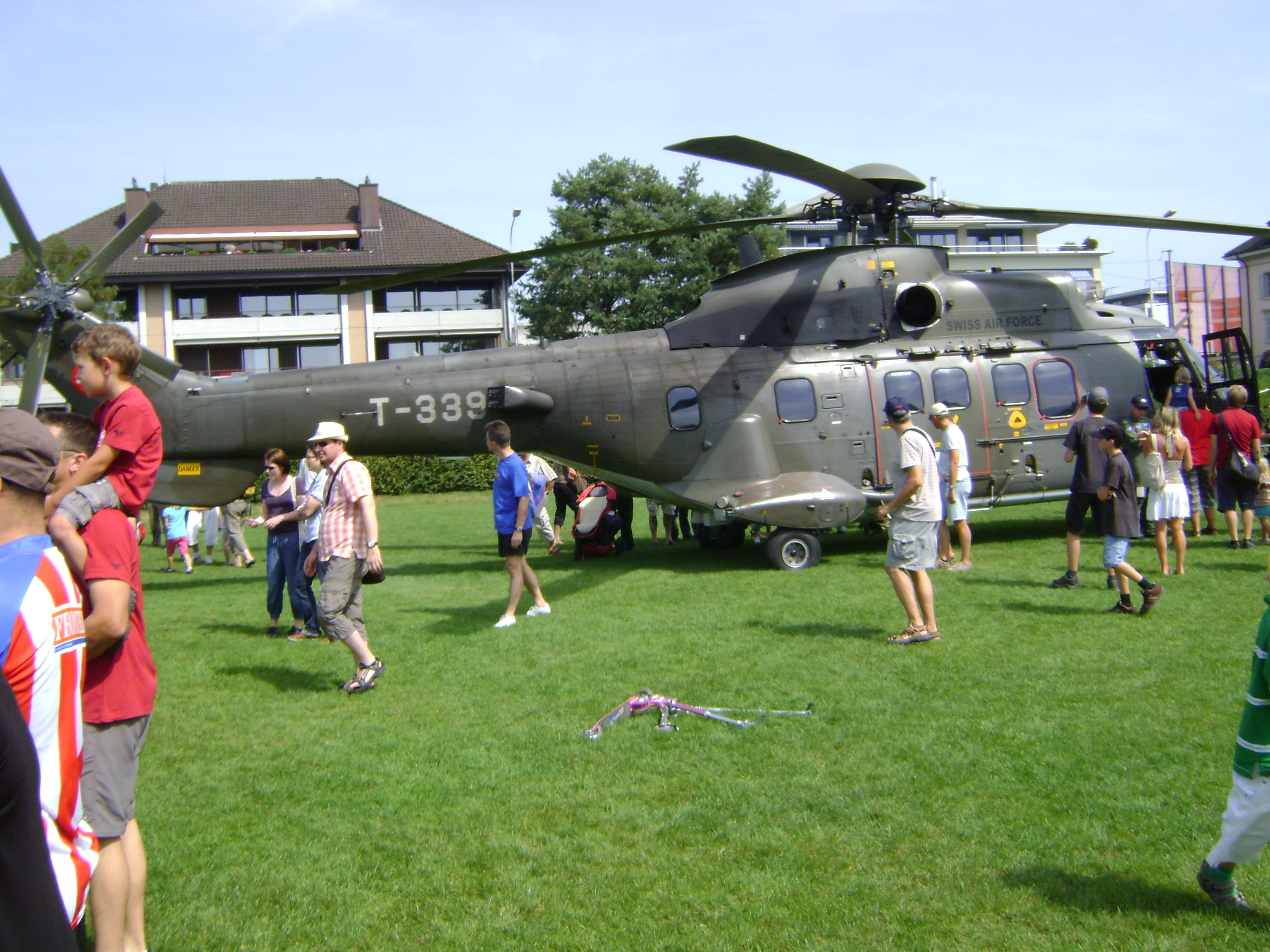
Super Puma Display Team vor einer Show in Zug

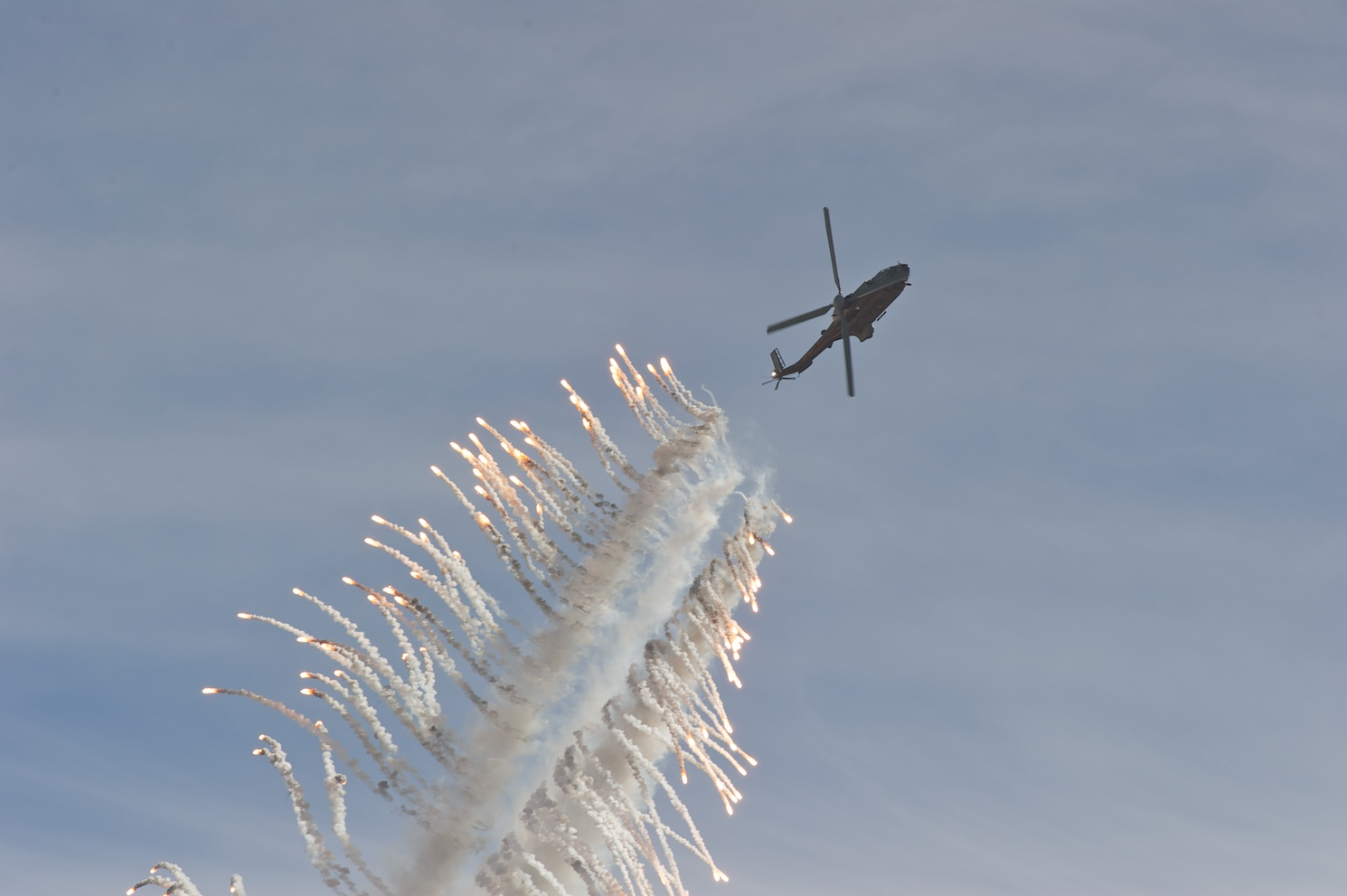
Cougar Axalp

Das Super Puma Display Team ist das Helikopterkunstflugteam der  AS332M1 Super Puma oder AS532UL Cougar der Schweizer Luftwaffe.

## Super Puma Display Team
Seit der Einführung des Super Puma im Jahr 1989 wurde unter Leitung von Oberstleutnant Charly Bachmann ein Flugprogramm vorgeführt um der Bevölkerung die Leistungsfähigkeit dieses Transporthubschraubers aufzuzeigen. Erst 16 Jahre später im 2005 erhielt das Super Puma Display Team seinen offiziellen Vorführteam Status der dem der Patrouille Suisse, PC-7 Team und F/A-18 Hornet Solo Display ebenbürtig ist. Das Super Puma Display Team führt an verschiedenen Anlässen im In- und Ausland die Flugfähigkeiten und die Flugleistungen eines  AS332M1 Super Puma oder AS532UL Cougar vor. Es werden damit ausschliesslich die Flugeigenschaften vorgeführt. Die Demonstration von Aussenlastentransport, Truppenabsetzung, Lösch- und Rettungseinsätzen gehört nicht dazu. Der Vorteil des Super Puma Display Teams gegenüber den Flugvorführungen mit Flächenflugzeugen ist das auch bei starker Bewölkung die Show präsentiert werden kann und das Team inklusive Helikopter vor und nach der Vorführung am Boden direkt vor Ort sind und die Besucher so auf "Tuchfühlung" gehen können. Für die Fliegerdemonstration Axalp verwendet das Super Puma Display Team jeweils einen Cougar, dieser eröffnet die Vorführung mit dem Abschuss von Infrarot-Täuschkörpern. Alle Piloten des Super Puma Display Teams sind Berufsmilitärpiloten, die täglich Einsätze mit den Super Pumas, Cougar und den Eurocopter EC635 fliegen. Die Grösse des Teams erlaubt es, wenn nötig, dass das Super Puma Display Team zeitgleich an zwei verschiedenen Orten eine Vorführung darbieten kann (z. B. am RIAT in Grossbritannien und z. B. in Dübendorf). Sie sind zudem auch bei Such- und Rettungsflügen mit den mit einem FLIR ausgerüsteten Hubschraubern der Schweizer Luftwaffe unterwegs. Stationiert ist das Super Puma Display Team auf den Militärflugplätzen Dübendorf, Alpnach und Payerne. Die Trainings werden je nach Team an einem der Militärflugplätze durchgeführt (abgesehen vom lokalen Training bei einem Vorführort am Vortag der Show). Bei grossen Airshows wie dem RIAT oder der Air14 fliegt das Super Puma Display Team in der Eröffnung der Flugvorführung auch öfters mit dem PC-7 Team, der Patrouille Suisse oder dem Hornet Solo Display in einer gemeinsamen Überflugsformation.

## Team 2024
Kommandant
- Oberstleutnant Jan „Schwiiz“ Schweizer

Piloten
- Oberstleutnant Fabio „Feyb“ Verna
- Major Jarno „Jarno“ Benz
- Major Frédéric „Monte“ Monteleone
- Major Robin „Robin“ Stauber
- Hauptmann Michael „Mike“ Wirz
- Hauptmann Mathieu „Mat“ Seydoux